# Gnophos subfulvaria
Gnophos subfulvaria là một loài bướm đêm trong họ Geometridae.